# پواونا گورنا
پواونا گورنا (به لهستانی:  Pławna Górna) یک روستا در لهستان است که در گمینا لوبومیژ واقع شده‌است.